# Poa smirnowii
Poa smirnowii är en gräsart som beskrevs av Roman Julievich Roshevitz. Poa smirnowii ingår i släktet gröen, och familjen gräs. Inga underarter finns listade i Catalogue of Life.